# Sibynophiinae
Die Sibynophiinae sind eine Unterfamilie der Nattern (Colubridae) mit drei Gattungen, von denen eine (Scaphiodontophis) in der nördlichen Neotropis vom südlichen Mexiko bis zum nördlichen Kolumbien vorkommt, während die beiden anderen (Colubroelaps und Sibynophis) im tropischen Südasien und im südlichen China verbreitet sind. Die Unterfamilie wurde erst 2011 unter der Bezeichnung Scaphiodontophiinae in die moderne Schlangensystematik eingeführt; da der 1928 durch den US-amerikanischen Herpetologen Emmett Reid Dunn eingeführte Namen Sibynophiinae aber älter ist, ist er gemäß der Prioritätsregel der gültige Name für die Unterfamilie.

## Merkmale
Die Arten der Unterfamilie Sibynophiinae sind schlanke, kleine bis mittelgroße Schlangen und erreichen Längen von 40 bis knapp über 90 cm. Ihr Kopf ist in der Regel farblich vom Körper abgesetzt und mehr oder weniger schwärzlich gefärbt. Der Rumpf ist bräunlich (Sibynophis), weist eine bräunlich-schwarze Längsstreifung auf (Colubroelaps) oder ist, in Nachahmung der Färbung der giftigen Korallenottern (Micrurus), geringelt (Bates’sche Mimikry). Diagnostische Merkmale der Unterfamilie sind ihre klappbaren, spatenförmigen Oberkieferzähne und das Vorhandensein kleiner Sollbruchstellen in den Wirbeln ihrer relativ langen Schwänze. Letzteres ermöglicht es den Schlangen ihren Schwanz in Gefahrensituationen abzuwerfen (Autotomie), so wie es auch Eidechsen können. Der Schwanz wächst allerdings nicht nach.

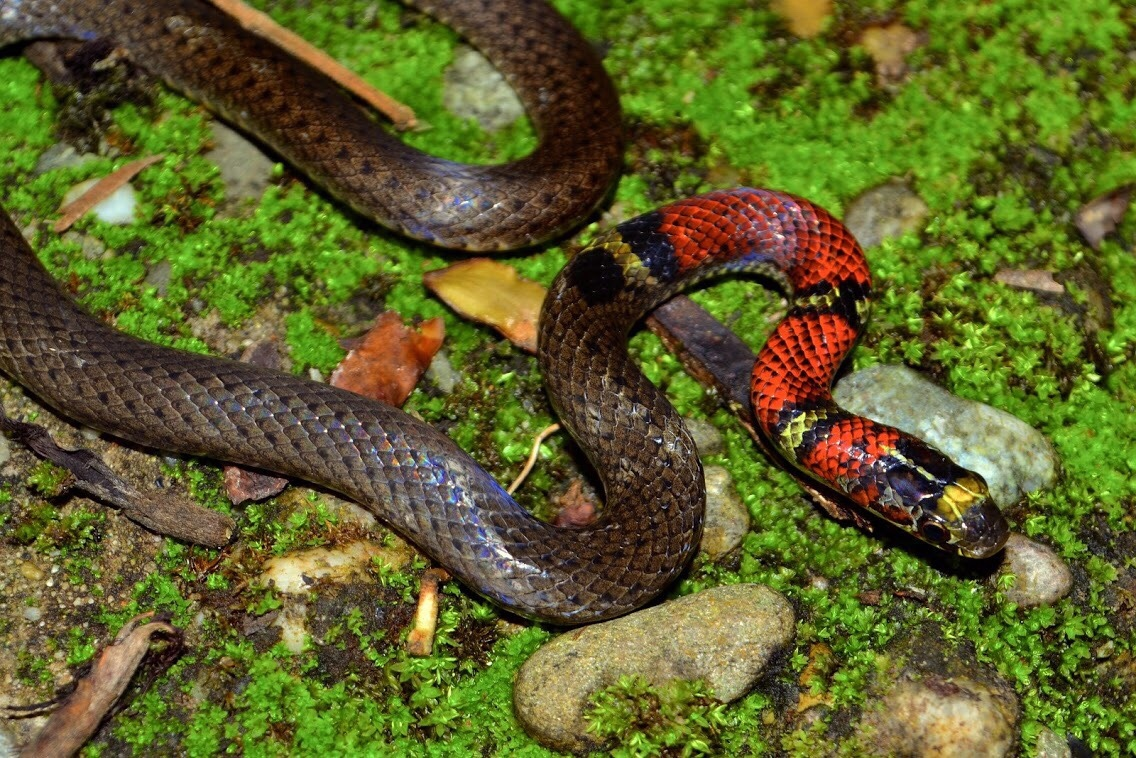
Scaphiodontophis annulatus

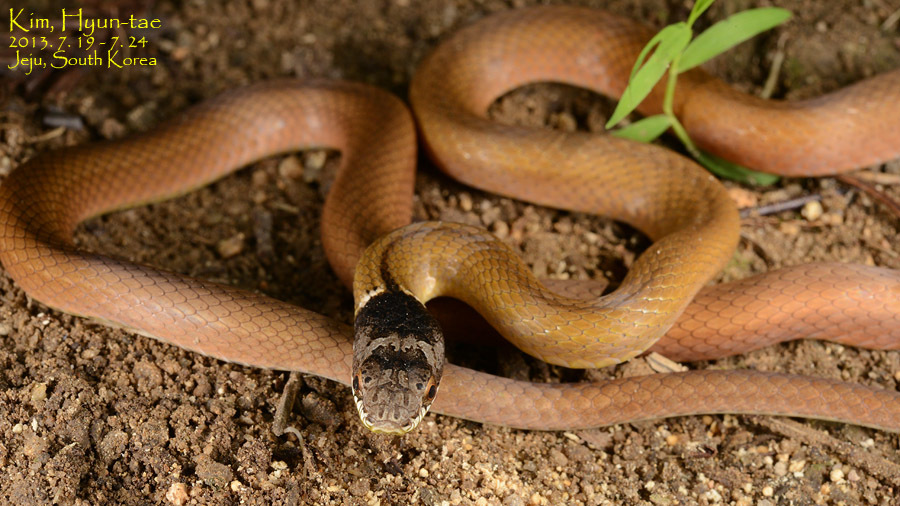
Sibynophis chinensis

## Gattungen und Arten
Es gibt drei Gattungen und zwölf Arten:
- Colubroelaps
  - Colubroelaps nguyenvansangi Orlov, Kharin, Anajeva, Thien Tao & Quang Truong, 2009
- Scaphiodontophis
  - Scaphiodontophis annulatus (Duméril, Bibron & Duméril, 1854)
  - Scaphiodontophis venustissimus (Günther, 1893)
- Sibynophis
  - Sibynophis bistrigatus (Günther, 1868)
  - Sibynophis bivittatus (Boulenger, 1894)
  - Sibynophis chinensis (Günther, 1889)
  - Sibynophis collaris (Gray, 1853)
  - Sibynophis geminatus (Boie, 1826)
  - Sibynophis melanocephalus (Gray, 1835)
  - Sibynophis sagittarius (Cantor, 1839)
  - Sibynophis subpunctatus (Duméril, Bibron & Duméril, 1854)
  - Sibynophis triangularis Taylor, 1965